# Starzec Rowleya
Starzec Rowleya (Curio rowleyanus) – gatunek rośliny z rodziny astrowatych. Pochodzi z Afryki Południowej. 

## Morfologia

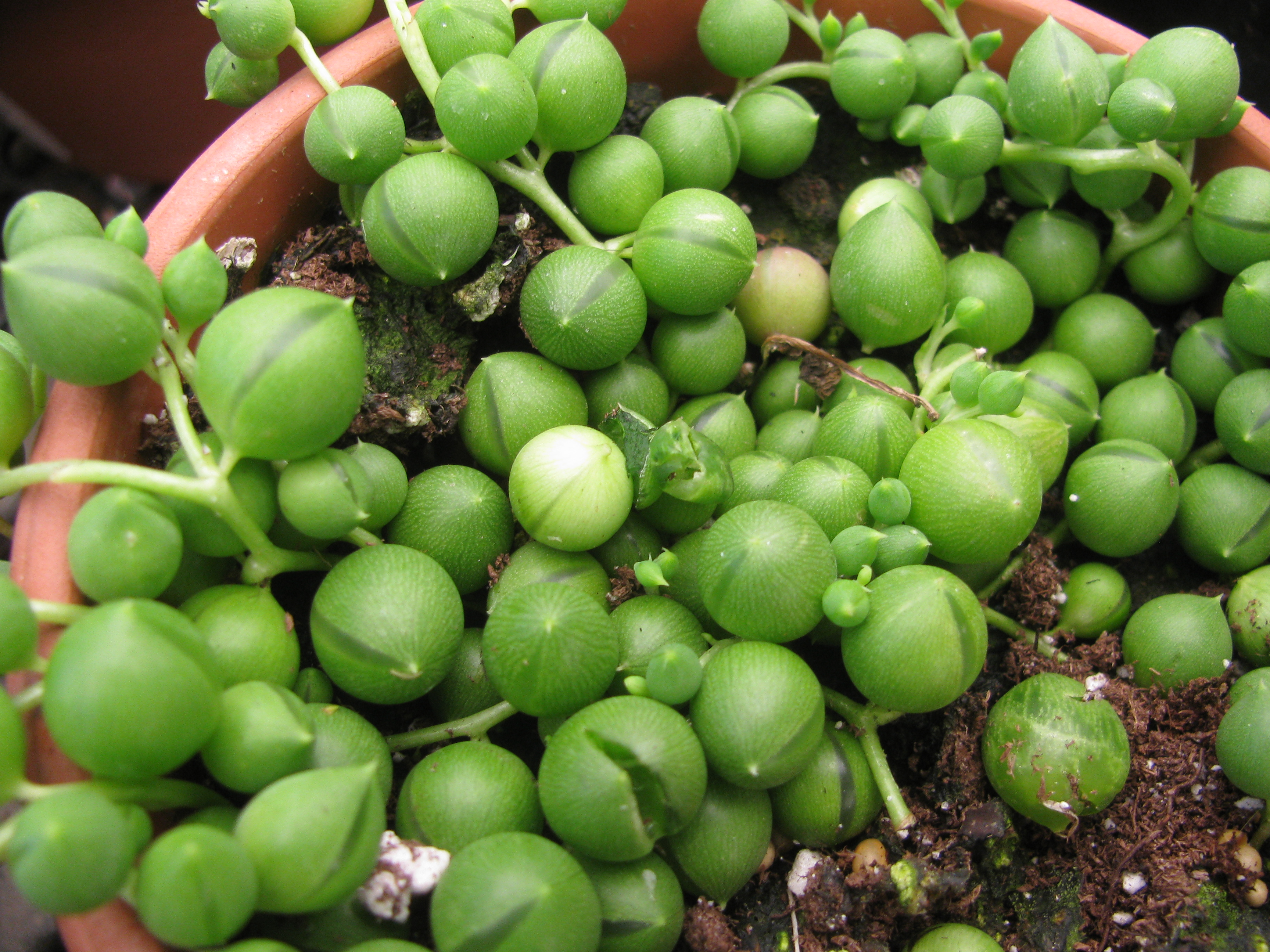
Kuliste liście

Pędy rośliny są cienkie, mięsiste i zwisające. Natomiast liście przypominają małe, zielone kuleczki. Wygląd rośliny kojarzy się z „sznurem korali”. 

## Zastosowanie
Roślina jest uprawiana jako roślina ozdobna, w Polsce jako roślina pokojowa.